# CAP Minería

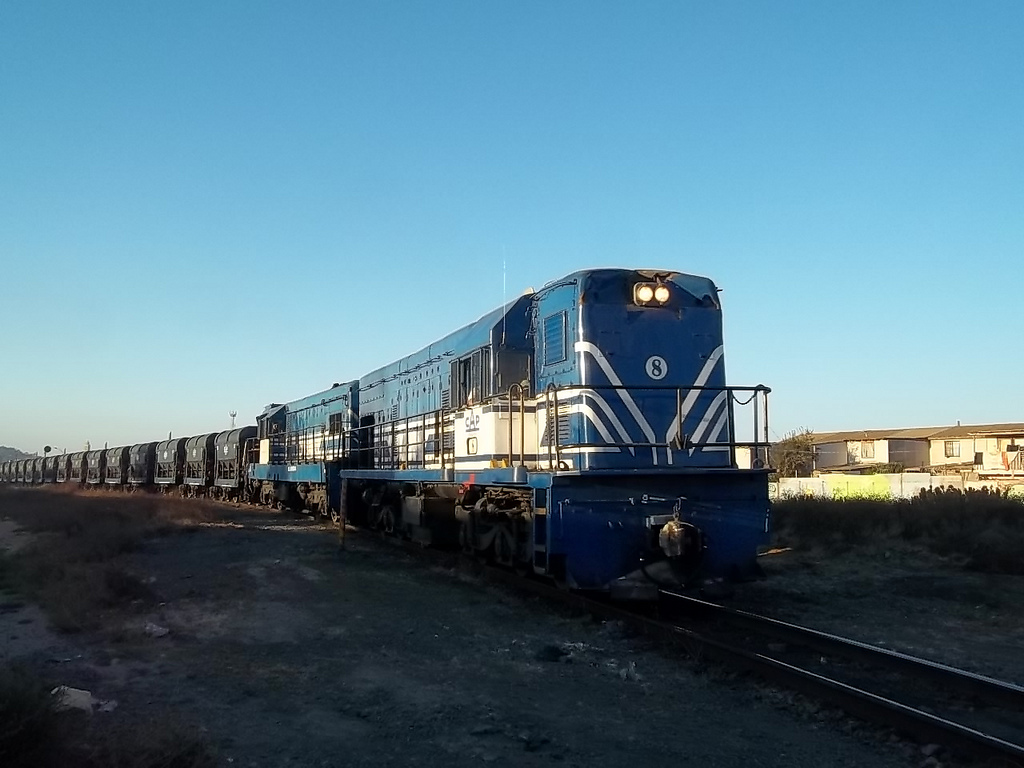
Tren del Ferrocarril de Romeral en dirección al puerto de Guayacán.

CAP Minería desarrolla su negocio a través de Compañía Minera del Pacífico (CMP), la cual se crea como una reestructuración orgánica de la chilena CAP S.A. en 1981 con lo cual se transforma en una filial de esta. Actualmente es propietaria y continúa con la operación de los antiguos yacimientos, de hierro principalmente El Algarrobo, Romeral, El Tofo y Los Colorados entre otros.
Dentro de sus instalaciones industriales destaca la Planta de Pellets de Huasco que cuenta con una capacidad de producción de 4,7 millones de toneladas de Pellets y otros productos de hierro al año. Opera también dos líneas ferroviarias que transportan minerales: el Ferrocarril de Algarrobo a Huasco en la Región de Atacama y el Ferrocarril de Romeral en la Región de Coquimbo.
El 2010 Mitsubishi Corporation adquiere el 25% de CAP Minería. Es actualmente el principal productor y único exportador de minerales de hierro y pellets en Chile.
CAP Minería también administra el Parque Jardín del Corazón, un parque ambientado con temática japonesa ubicado en el centro de La Serena.